# BCM Europearms Bench Rest
Il BCM Europearms Bench Rest è un fucile di precisione/competizione ad otturatore girevole-scorrevole per le competizioni a media distanza nell'omonima categoria Bench Rest.
È un fucile prodotta dalla ditta italiana BCM Europearms. È monocolpo, e monta un pacchetto scatto Jewell BR e canne a scelta tra Broughton e  Border. Come calciature vengono ulilizzate quelle della McMillan e il modello varia a seconda del tipo di impiego (categoria di utilizzo) che se ne intende fare.
Il Bench Rest della BCM viene prodotto in vari calibri.